# Giovanni Maria Longinotti
Giovanni Maria Longinotti (Remedello, 12 settembre 1876 – Ronciglione, 13 maggio 1944) è stato un giornalista, politico e antifascista italiano.

## Biografia
Laureato in chimica agraria a Parma fin da giovanissimo si impone come esponente di punta del movimento cattolico bresciano. Co-fondatore delle prime leghe bianche e unioni cattoliche del lavoro locali viene eletto per la prima volta deputato nel 1909, confermato poi nella carica fino al 1924. Fondatore della sede bresciana del Partito Popolare è stato più volte sottosegretario al commercio, al lavoro e alla previdenza sociale. Nel 1924 aderisce alla secessione dell'Aventino e viene dichiarato decaduto dal mandato parlamentare. Negli anni del regime si ritira a vita privata per tornare all'impegno politico nel 1944, anno in cui muore mentre si sta adoperando alla rifondazione di un partito di ispirazione cristiana con Luigi Sturzo e Alcide De Gasperi.